# Keith St. John
Keith C. St. John (sinh ngày 5 tháng 8 năm 1957) là một chính khách người Mỹ. Ông là người Mỹ gốc Phi đầu tiên đồng tính công khai được bầu vào văn phòng công ở Hoa Kỳ.
Ông bắt đầu sự nghiệp pháp lý của mình ở Albany, New York vào năm 1985.
Vào ngày 7 tháng 11 năm 1989, St.John đã thắng trong cuộc bầu cử vào Ủy viên Hội đồng Chung ở Phường 2 của Albany, New York. Vào ngày 2 tháng 11 năm 1993, ông được bầu lại với nhiệm kỳ 4 năm khác.